# Herbert Weinstock
Herbert Weinstock (geboren 16. November 1905 in Milwaukee; gestorben 21. Oktober 1971 in New York City) war ein US-amerikanischer Musikkritiker und Musikhistoriker. 

## Leben
Herbert Weinstock brach das Studium an der University of Chicago ab und arbeitete drei Jahre lang als selbständiger Buchhändler. Er zog nach New York und schrieb mit seinem damaligen Freund Wallace Brockway zwei Musikbücher. 1943 wurde Weinstock beim Verlag Alfred A. Knopf angestellt, bei dem er in den nächsten Jahren das Musikprogramm lektorierte und dabei auch eigene Bücher herausbrachte. Seine Musikerbiografien wurden mehrfach aufgelegt. Das Buch über Vincenzo Bellini erschien postum, zu Christoph Willibald Gluck liegt ein Manuskript in seinem Nachlass in der New York Public Library.
Weinstock schrieb Musikkritiken für The Saturday Review, The New York Times und für die Fachzeitschrift Opera. Er verfasste über 300 enzyklopädische Artikel in der Encyclopedia Americana.
Weinstock übersetzte aus dem Spanischen Essays des mexikanischen Komponisten Carlos Chávez und von Max Aub die fiktive Künstlerbiografie Jusep Torres Campalans, außerdem die Weltreise von Francesco Carletti aus dem Italienischen und Essays des Komponisten Pierre Boulez aus dem Französischen. 

## Schriften (Auswahl)

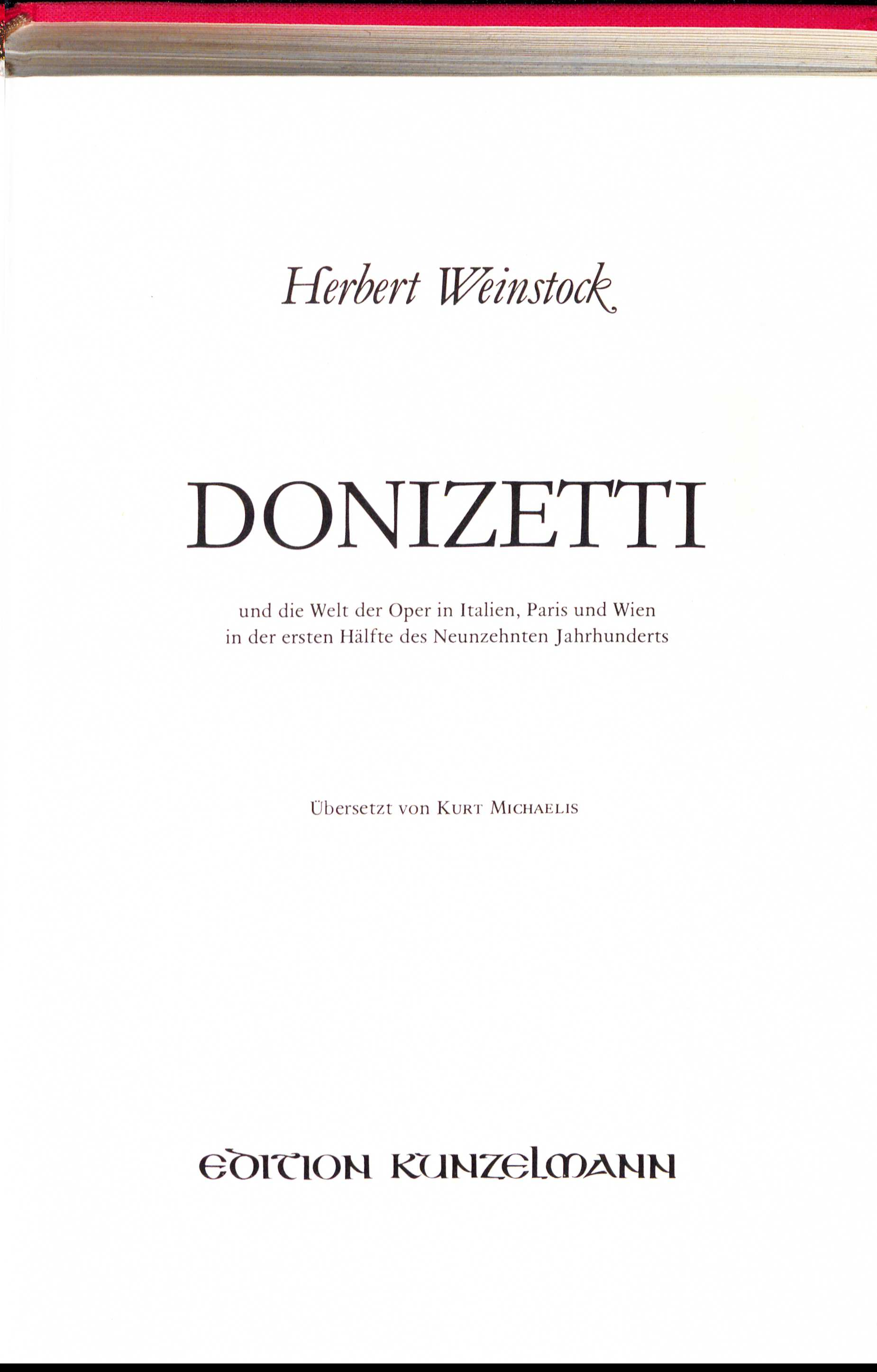
Donizetti (1983)

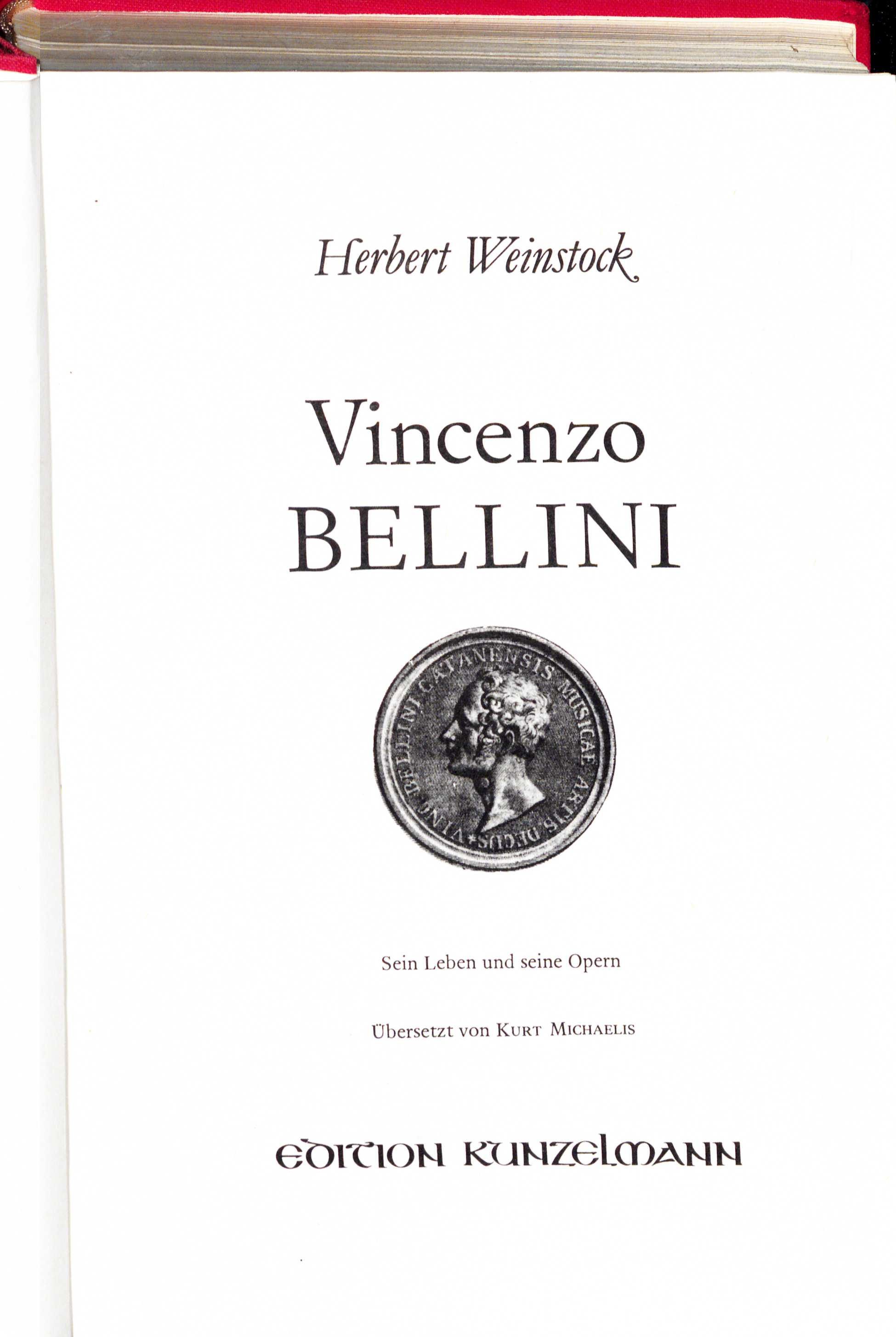
Vincenzo Bellini (1985)

- mit Wallace Brockway: Men of Music: Their Lives, Times, and Achievements. Simon and Schuster, 1939
- mit Wallace Brockway: The Opera, a History of its Creation and Performance. Simon and Schuster, 1941
- Tchaikovsky. Alfred A. Knopf, 1943
- Handel. Alfred A. Knopf, 1946
- Chopin: The Man and His Music. Alfred A. Knopf, 1949
- Music as an Art. Harcourt Brace, 1953
- mit Irene Gass: Through an Opera Glass. Abelard-Schuman, 1958 Jugendbuch
- Donizetti and the World of Opera in Italy, Paris and Vienna in the first half of the Nineteenth Century. Pantheon Books, 1963
  - Donizetti und die Welt der Oper in Italien, Paris und Wien in der ersten Hälfte des neunzehnten Jahrhunderts. Übersetzung Kurt Michaelis. Adliswil : Kunzelmann, 1983
- What Music Is. Doubleday, 1966
- Rossini. Alfred A. Knopf, 1968
  - Rossini : eine Biografie. Übersetzung Kurt Michaelis. Adliswil : Kunzelmann, 1981
- Vincenzo Bellini: His Life and His Operas. Alfred A. Knopf, 1971
  - Vincenzo Bellini : sein Leben und seine Opern. Übersetzung Kurt Michaelis. Adliswil : Kunzelmann, 1985

Übersetzungen
- Carlos Chávez: Toward a New Music: Music and Electricity, W. W. Norton & Co., 1937
- Francesco Carletti: My Voyage Around the World. Pantheon Books, 1964
- Pierre Boulez: Notes of an Apprenticeship. Alfred A. Knopf, 1968
- Edmond Michotte: Richard Wagner's visit to Rossini (Paris 1860) und An Evening at Rossini's in Beau-Sejour (Passy 1858). University of Chicago Press, 1968
- Jacques Chailley: The Magic Flute, Masonic Opera. Alfred A. Knopf, 1971